# Alpha Pt.1
Albums de Black M
Il était une fois...
(2019) La Légende Black
(2023)
Singles
1. Black Shady, Partie 4
Sortie : 27 décembre 2020
2. À la base
Sortie : 13 janvier 2021
3. César (feat. Gims)
Sortie : 22 janvier 2021
4. N.S.E.G.
Sortie : 2 avril 2021
5. À la tienne
Sortie : 7 mai 2021
6. N.S.E.G. (Remix) [feat. Les Twins]
Sortie : 21 mai 2021
7. Week-end
Sortie : 24 juillet 2021

Alpha Pt.1 est un album du rappeur français Black M. Prévu pour mars 2021, il est sorti le 21 mai 2021. Il s'agit de son seul album publié à titre gratuit. 
Il est composé de 14 chansons dont 5 featuring avec Gims, Soulby THB Worbhé, MC Fressh et Les Twins.

## Historique
(juin 2021).
 (avril 2021).
Si vous disposez d'ouvrages ou d'articles de référence ou si vous connaissez des sites web de qualité traitant du thème abordé ici, merci de compléter l'article en donnant les références utiles à sa vérifiabilité et en les liant à la section « Notes et références ».
Durant la soirée du 26 décembre 2020, Black M prend à partie son compère Gims (avec qui il a collaboré dans la Sexion d’assaut), ainsi que Kev Adams sur Twitter. Dans un premier temps, les internautes ont pensé à un piratage de son compte. Cela a attiré l’attention de Booba. Black M s’était rendu à son concert en 2015 à l’AccorHotels Arena et avait même pu bénéficier de son soutien l’année suivante lors de la polémique concernant son concert annulé pour la célébration du centenaire de la bataille de Verdun. En effet, ce dernier était déjà en conflit avec quelques membres de la Sexion d’Assaut dont Gims et Barack Adama. Booba est aussi entré en conflit avec Black M en disant que ce n'était «qu'un coup de comm’ pour la sortie d’un nouveau son».
Le lendemain, le jour de l'anniversaire de Black M, le 27 décembre 2020, il sort Black Shady, Pt. 4, où il retrace son année 2020 en utilisant son alter-égo, qui est inspiré du Slim Shady de Eminem. Au même moment, il annonce que la première partie de son quatrième album Alpha sortira en mars 2021, sous la forme d’un EP.
Le 13 janvier 2021, Black M sort le deuxième extrait de son album intitulé À la base. Il s’agit d’un titre résolument très rap dans lequel les auditeurs retrouveront le Black M qu'ils ont connu pendant sa collaboration dans Sexion d’assaut.
Le 22 janvier 2021, Black M sort le troisième extrait de son album intitulé César, en featuring avec Gims,. Il s’agit du premier duo de l’album. Ce titre signe la deuxième collaboration entre les deux membres de la Sexion d’assaut: la première avait eu lieu huit auparavant dans le titre Ça décoiffe, issu du premier album de Gims, Subliminal. Il s’agit d’un son plutôt dansant aux sonorités africaines. On peut donc penser que cette collaboration peut faire office de «promotion» concernant le retour de la Sexion d'assaut.
Le 2 avril 2021, Black M sort le quatrième extrait de son album intitulé N.S.E.G. ("Nous Sommes En Guerre"). Il s’agit d’un son résolument rap avec une production entre la trap et la drill.
Lors de la sortie du clip, la date de sortie de la première partie est inscrite sur le bus, qui est aux couleurs de l’EP. Il sortira donc le 21 mai 2021.
Le 6 mai 2021, Black M dévoile la liste des titres de la première partie de son album avec son fils «Mowgly». Composée de 14 titres, en plus du featuring avec Gims sur César, on peut retrouver quatre rappeurs guinéens dont un duo: Soulby THB et Worbhé (groupe composé de Sleyfa, le cousin de Black M et Zerfry, le petit frère de Black M) sur le titre Crack, MC Freshh sur le titre Million, toujours en compagnie de Soulby THB, et encore Worbhé sur le titre 2h du mat. Et pour finir, on retrouve le duo Les Twins sur un remix de N.S.E.G..
Le lendemain, le 7 mai 2021 à minuit, Black M dévoile sur les plateformes de streaming le cinquième extrait de Alpha, Pt. 1 intitulé À la tienne. Dans le même temps, l’EP est disponible en précommande.
Dans la nuit du 20 au 21 mai 2021, Black M organise un livestream sur sa chaîne YouTube afin de faire quelques extraits du projet en compagnie de l'humoriste Greg Guillotin. Le 21 mai 2021, lors de la sortie de son nouvel album gratuit à la place de l’EP, Black M sort deux clips: le remix de N.S.E.G. en featuring avec Les Twins, ainsi que le clip de À la tienne.
Le 24 juillet 2021, Black M dévoile le clip de Week-end.
En avril 2022, il annonce que l'album Alpha aura le nom de La légende Black.

## Clips vidéo
(juin 2021).
- Black Shady, Pt. 4, dévoilé le 27 décembre 2020.
- À la base, dévoilé le 13 janvier 2021.
- César (feat. Gims), dévoilé le 22 janvier 2021.
- N.S.E.G., dévoilé le 2 avril 2021.
- N.S.E.G. (Remix) (feat. Les Twins), dévoilé le 21 mai 2021.
- À la tienne, dévoilé le 21 mai 2021.
- Week-end, dévoilé le 24 juillet 2021.

## Liste des pistes
| 1.    | Essayer                                 | Hcue, FB Cool        | Black M                             | 2:59 |
| 2.    | Black Shady, Pt. 4                      | MKL                  | Black M                             | 3:09 |
| 3.    | À la base                               | Alchimeek            | Black M                             | 2:49 |
| 4.    | César (feat. Gims)                      | Black M, Dany Synthé | Black M, Gims                       | 3:18 |
| 5.    | N.S.E.G.                                | Remed, Dany Synthé   | Black M                             | 2:52 |
| 6.    | Crack (feat. Soulby THB et Worbhé)      | Remed, Hcue, FB Cool | Black M, Soulby THB, Zerfry, Sleyfa | 6:56 |
| 7.    | Interlude Keugré                        | Remed, Hcue, FB Cool | Black M                             | 2:19 |
| 8.    | Million (feat. Soulby THB et MC Freshh) | Remed, Hcue, FB Cool | Black M, Soulby THB, MC Freshh      | 4:36 |
| 9.    | Galère                                  | Remed, FB Cool       | Black M                             | 2:53 |
| 10.   | Terrain                                 | Remed                | Black M                             | 3:09 |
| 11.   | 2h du mat (feat. Worbhé)                | Dany Synthé          | Black M, Sleyfa, Zerfry             | 3:31 |
| 12.   | Week-end                                | Djaresma             | Black M                             | 2:47 |
| 13.   | À la tienne                             | Remed, FB Cool       | Black M                             | 2:58 |
| 14.   | N.S.E.G. (Remix) (feat. Les Twins)      | Remed, Dany Synthé   | Black M, Ca Blaze, Lil Beast        | 2:56 |
| 43:52 |                                         |                      |                                     |      |

## Classements
| Classement (2021) | Meilleure position |
| ----------------- | ------------------ |
| France (SNEP)     | 183                |